# Échelle de justice

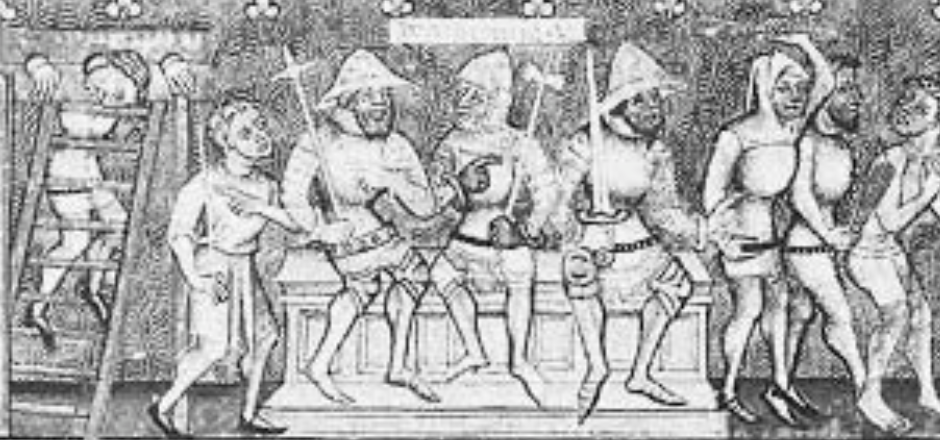
Échelle de justice terminée par un carcan, illustration du XIVe siècle.

Une échelle de justice ou échelle patibulaire est un dispositif en bois, composé de deux montants munis d'échelons disposés à intervalles réguliers, en haut duquel le condamné est juché, avec les bras attachés aux barreaux. Elle incarne le pouvoir de haute justice du seigneur le possédant sous l'Ancien Régime.

## Description
L'iconographie médiévale montre une diversité d'échelles patibulaires : simple échelle, échelle-carcan (portant à son extrémité deux planches verticales échancrées à leur milieu et aux extrémités, dans lesquels le condamné passait la tête et les mains, la planche supérieure étant rabattue sur le cou et les poignets), échelle-pilori terminée par un carcan.
Avant d'accéder à l'échelle, les condamnés venaient faire amende honorable à son pied, c’est-à-dire s’agenouiller, faire publiquement l’aveu de leur crime et implorer l’absolution de leurs péchés.

## Histoire
Le pilori qui apparaît au XIIe siècle et l'échelle de justice un siècle plus tard, signalent en France le siège d'une haute justice et matérialisent progressivement la hiérarchie des juridictions sous l'Ancien Régime : « Le droit d’édifier un pilori se resserre tant et tant qu’il finit par ne plus être détenu que par la juridiction la plus prestigieuse de chaque espace urbain. Pour exercer les expositions qu’ils ordonnent, les hauts-justiciers privés de piloris sont contraints de se rabattre sur un nouvel objet jugé moins prestigieux, l’échelle ». Le droit coutumier en France établit que les hauts-justiciers ne peuvent avoir de pilori dans les localités où le roi a le sien et se contentent d’une échelle. 
À Paris, où le pilori du roi est aux Halles, les seigneurs hauts-justiciers disposent d‘échelles. Le pilori de l’abbaye de Saint-Germain est dû au fait que celle-ci est jusqu’au milieu du XVIIe siècle en dehors de la capitale. La suppression des justices particulières de Paris en 1674, sauf exceptions, entraîne celles de leurs échelles.
L’échelle de l’évêque de Paris située devant le portail nord de la cathédrale Notre-Dame est remplacée en 1767 par un poteau triangulaire portant le carcan qui devient le point zéro des routes de France ensuite déplacé à l’intersection des axes de la cathédrale et du Petit-Pont.

## Échelle amovible puis fixe
L'échelle de justice est peut-être « entrée dans le rituel d’exposition pour des raisons techniques : juché en haut de l’échelle, le condamné est bien plus visible du public que s’il était lié au pied du poteau. Cette hypothèse pragmatique permettrait d’expliquer pourquoi les premières échelles sont amovibles…. Ce n’est qu’au cours du xve siècle, et surtout à l’époque moderne, que les échelles deviennent fixes ».